# Onalethata Thekiso
Onalethata Thekiso (ur. 14 maja 1981 w Machanengu) – piłkarz botswański grający na pozycji napastnika.

## Kariera klubowa
Thekiso jest wychowankiem klubu Township Rollers z miasta Gaborone. Zadebiutował w nim w pierwszej lidze botswańskiej. W latach 2005, 2010 i 2011 wywalczył z nim trzy tytuły mistrza Botswany. W 2005 i 2010 roku zdobył też Puchar Botswany. W latach 2013–2016 grał w Mochudi Centre Chiefs SC. W sezonach 2014/2015 i 2015/2016 wywalczył z nim dwa mistrzostwa kraju.

## Kariera reprezentacyjna
W reprezentacji Botswany Thekiso zadebiutował 7 października 2006 roku w zremisowanym 0:0 meczu kwalifikacji do Pucharu Narodów Afryki 2008. W 2012 roku został powołany do kadry na Puchar Narodów Afryki 2012. Od 2006 do 2014 rozegrał w kadrze narodowej 24 mecze i strzelił 1 gola.